# Сергие-Пузо
Сергие-Пузо — упразднённое село в Вязниковском районе Владимирской области России.

## География
Урочище находится в северо-восточной части области, в зоне хвойно-широколиственных лесов, в пределах Волжско-Окского междуречья, к югу от автодороги М7, на расстоянии примерно 14 километров (по прямой) к западо-юго-западу от города Вязники, административного центра района.

### Климат
Климат характеризуется как умеренно континентальный. Средняя температура воздуха самого холодного месяца (января) — −11,1 °C (абсолютный минимум — −48 °С), средняя максимальная температура воздуха (июля) — +23,3 °С (абсолютный максимум — +37 °С). Годовое количество атмосферных осадков составляет около 607 мм, из которых 413 мм выпадает в период с апреля по октябрь.

## История
В XVII столетии на месте села находилась деревня Пузаново, Бороденково тож.
В «Списке населенных мест Владимирской губернии по сведениям 1859 года» населённый пункт упомянут как погост Пузо (Сергия Пузы) Судогодского уезда, расположенный при безымянных болотах, в 70 верстах от уездного города. Насчитывалось 4 двора и проживало 11 человек (7 мужчин и 4 женщины).
По состоянию на 1905 год, в Сергие-Пузе имелось 2 двора и проживало 11 человек. В административном отношении село входило в состав Воскресенской волости.
По данным 1926 года в селе имелось 4 хозяйства и проживало 16 человек (6 мужчин и 10 женщин). Являлось частью Коровашевского сельсовета.

## Сергиевский храм
В начале XVIII столетия была построена деревянная церковь во имя преподобного Сергия Радонежского. По местному преданию, храм был построен в связи с явлением на этом месте иконы преподобного Сергия. В 1768 году, вместо старой обветшавшей, была построена новая деревянная церковь. В 1819—1825 годах на средства крестьян близлежащих приходских деревень был возведён уже каменный храм, с колокольней и двумя приделами.
В начале 1930-х годов церковь была закрыта и разрушена до основания. До настоящего времени сохранилось старое церковное кладбище.